# Bental
Bental je životni prostor dna.

## Podjela

### U jezerima
u jezerima se dijeli na tri zone:
- litoral
- sublitoral
- profundal

### U morima
Obuhvaća sva dna od linije obale do najvećih dubina:
- litoral
- batijal
- abisal
- hadal